# Edmond Lempereur
Pour les articles homonymes, voir Lempereur.
Célestin Edmond Horace Lempereur, né le 4 janvier 1876 à Oullins et mort le 24 novembre 1909 à Paris, est un peintre, illustrateur et graveur français.

## Biographie
Edmond Lempereur produit des partitions et des dessins pour la presse, il proche de Fabien Launay et du musicien toulousain Pierre Kunc. Il collabore entre autres à L'Assiette au beurre et au Le Frou-frou. Il est également ombromaniste. 
Membre de la Société des artistes indépendants, il eut une exposition au Salon d'automne, puis posthume en 1926. Quelques-unes de ses œuvres sont conservées à Saint-Pétersbourg au musée de l'Ermitage (Bar Tabare, 1905 ; Scène de bal, 1905,), ainsi qu'à Albi au musée Toulouse-Lautrec.

Œuvres d'Edmond Lempereur
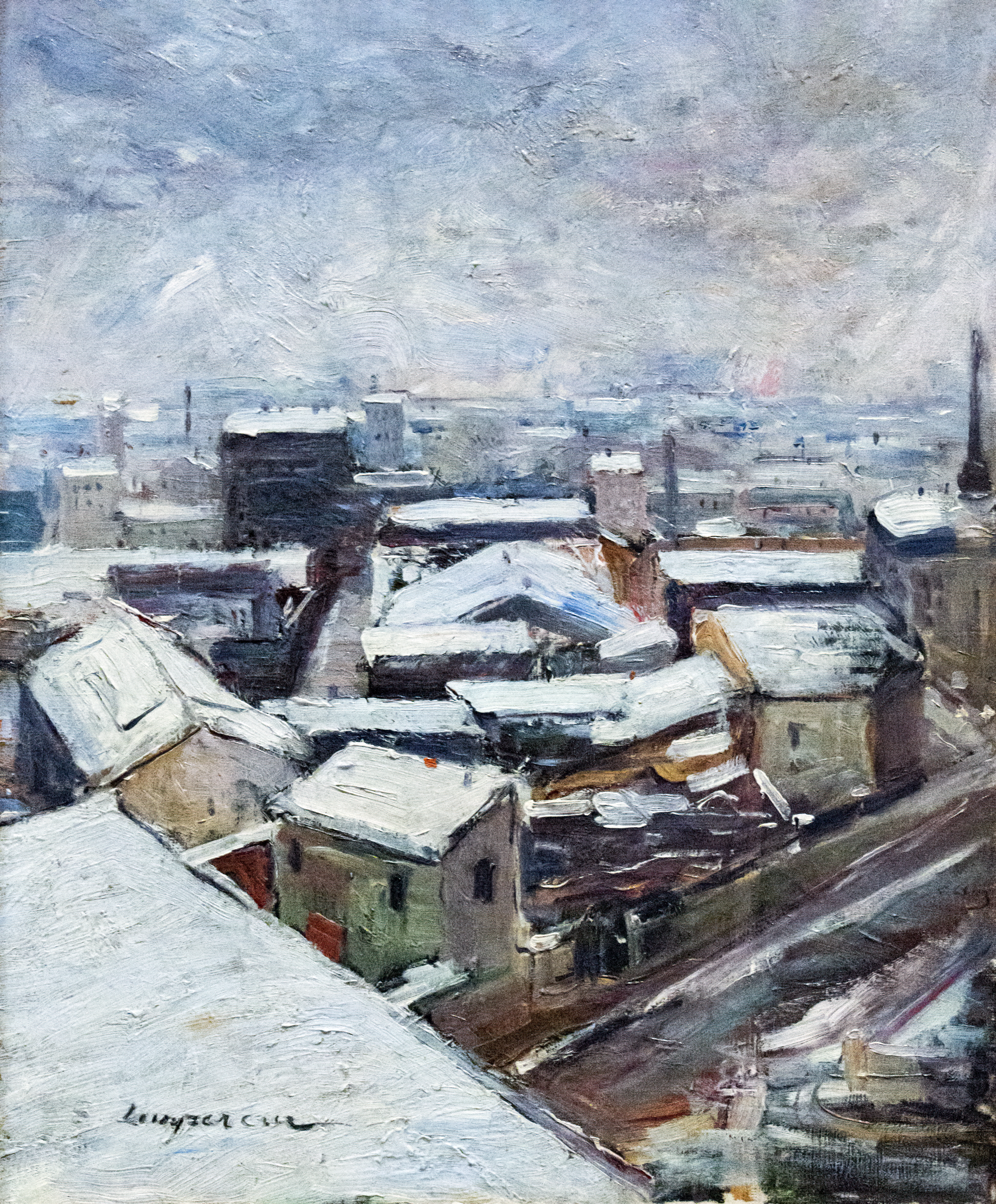
Les Toits de Paris vus de Montmartre (vers 1895), Albi, musée Toulouse-Lautrec.
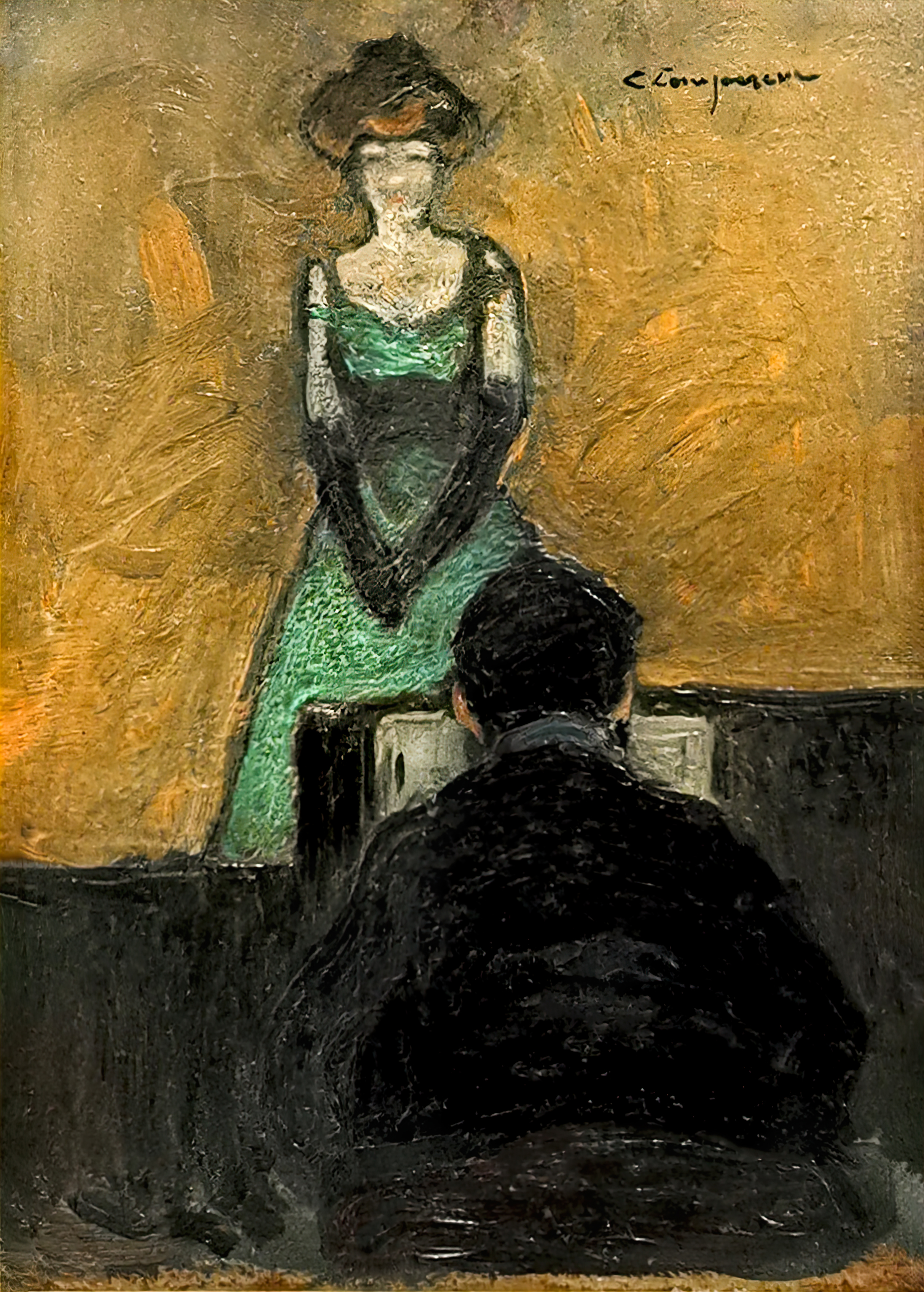
Yvette Guilbert (entre 1895 et 1900), Albi, musée Toulouse-Lautrec.
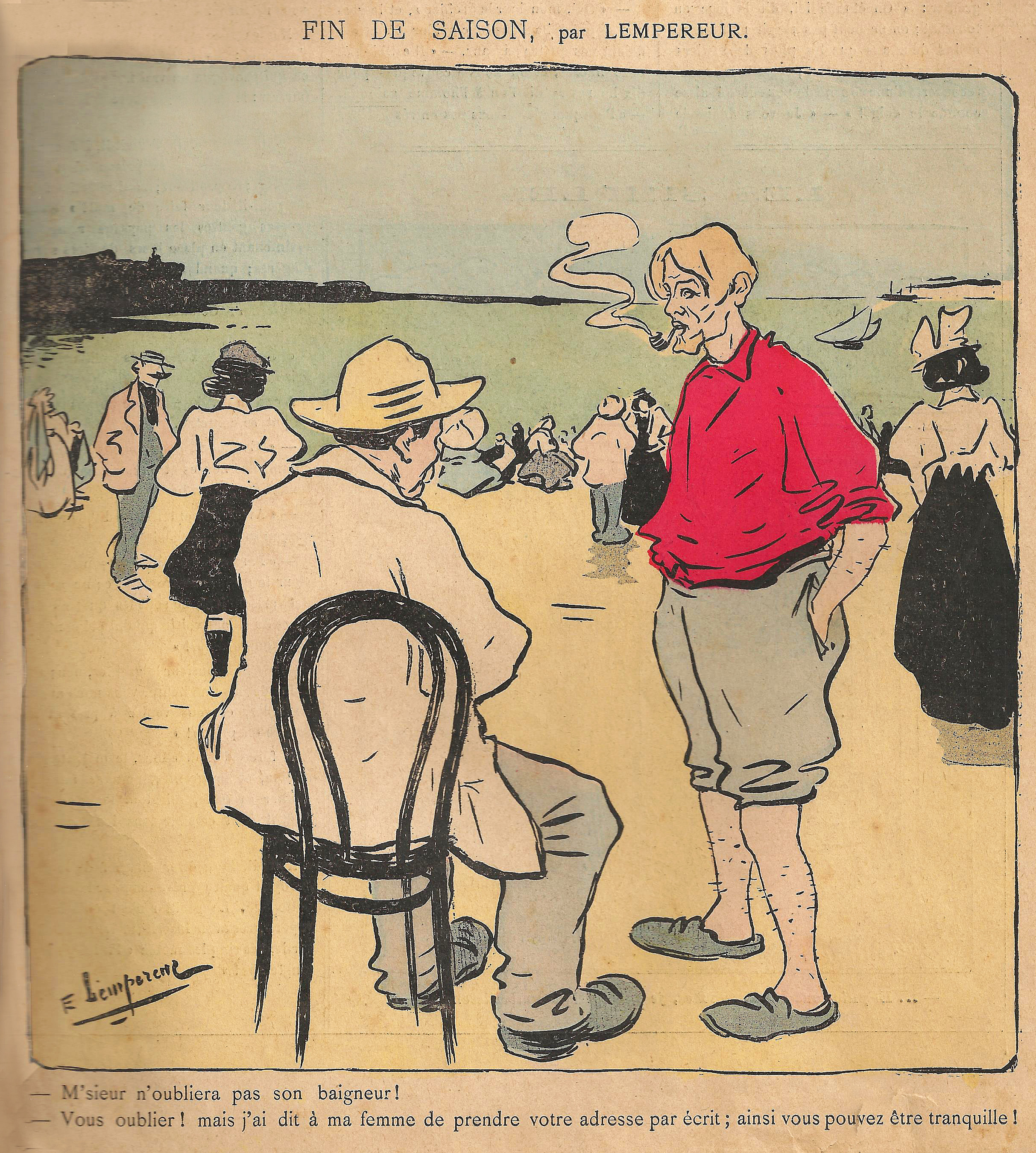
Fin de saison, illustration pour l'hebdomadaire Polichinelle (1897).
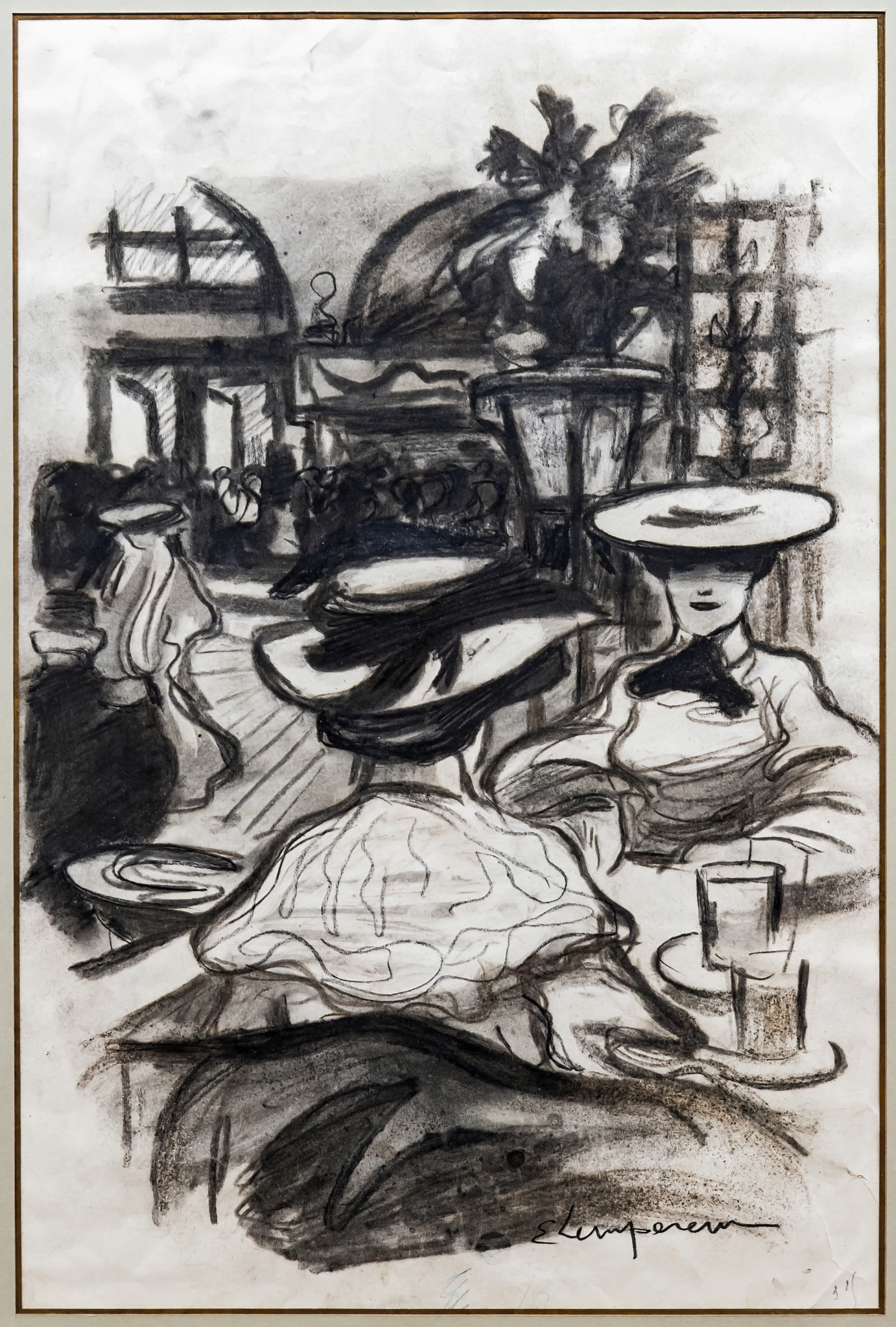
Scène de café (vers 1900), Albi, musée Toulouse-Lautrec.
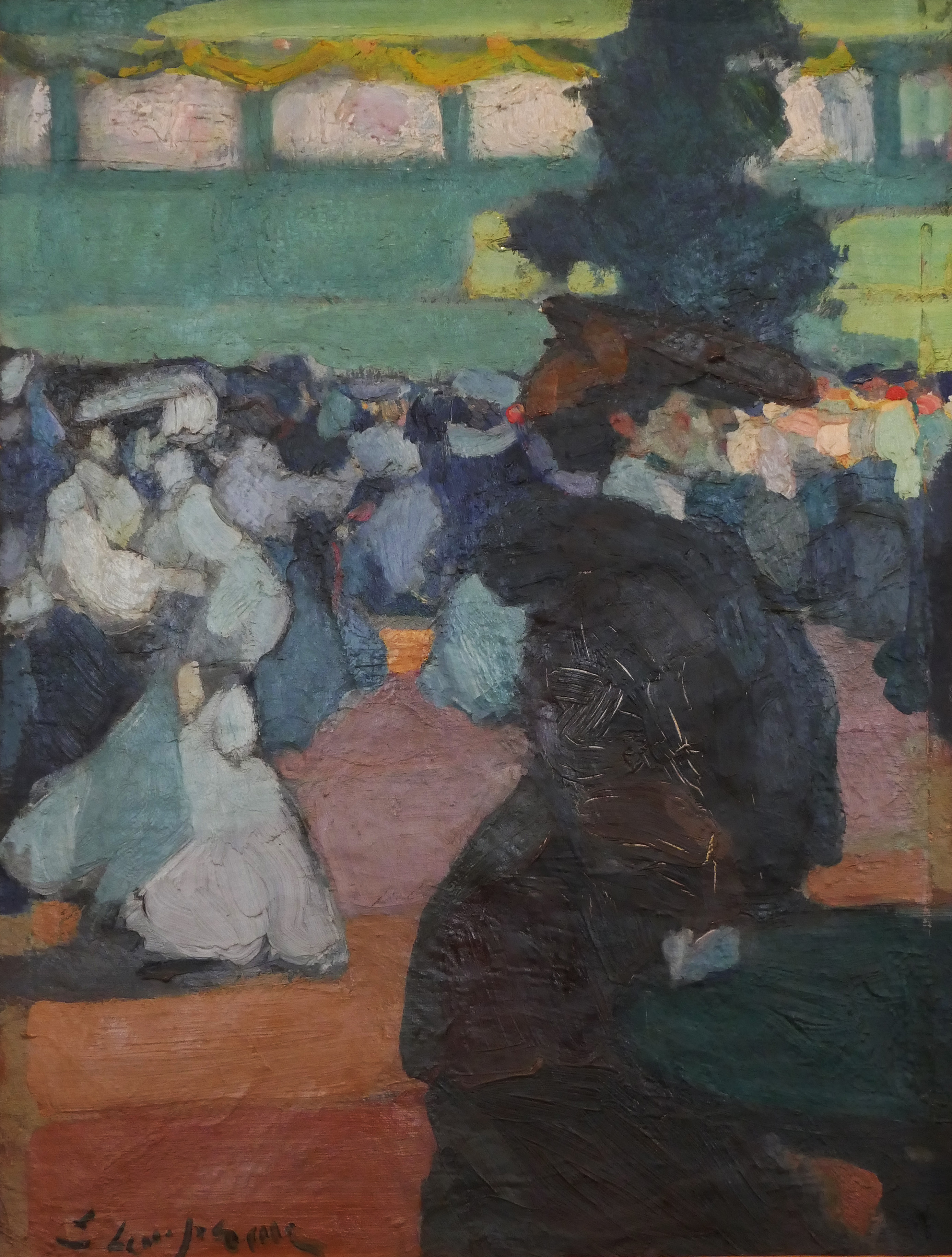
Scène de bal (1905), Saint-Pétersbourg, musée de l'Ermitage.